# Blossia sulcichelis
Blossia sulcichelis es una especie de arácnido  del orden Solifugae de la familia Daesiidae.

## Distribución geográfica
Se encuentra en Tanzania.